# Justin Timberlake
Justin Randall Timberlake (*31. ledna 1981 Memphis, Tennessee, USA) je americký zpěvák a herec, devítinásobný držitel prestižní Ceny Grammy a čtyřnásobný držitel Emmy Awards.
Do povědomí posluchačů se dostal coby člen světoznámé chlapecké skupiny 'N Sync. V roce 2002 vydal své první sólové album nazvané Justified, kterého se celosvětově prodalo více než 7 milionu kopií. Timberlakovo druhé album nazvané FutureSex/LoveSounds bylo vydáno v září 2006 a tři písně z desky se umístily na prvním místě Billboard Hot 100. Založil i svou vlastní nahrávací společnost nazvanou Tenman Records a oděvní značku William Rast.

## Dětství

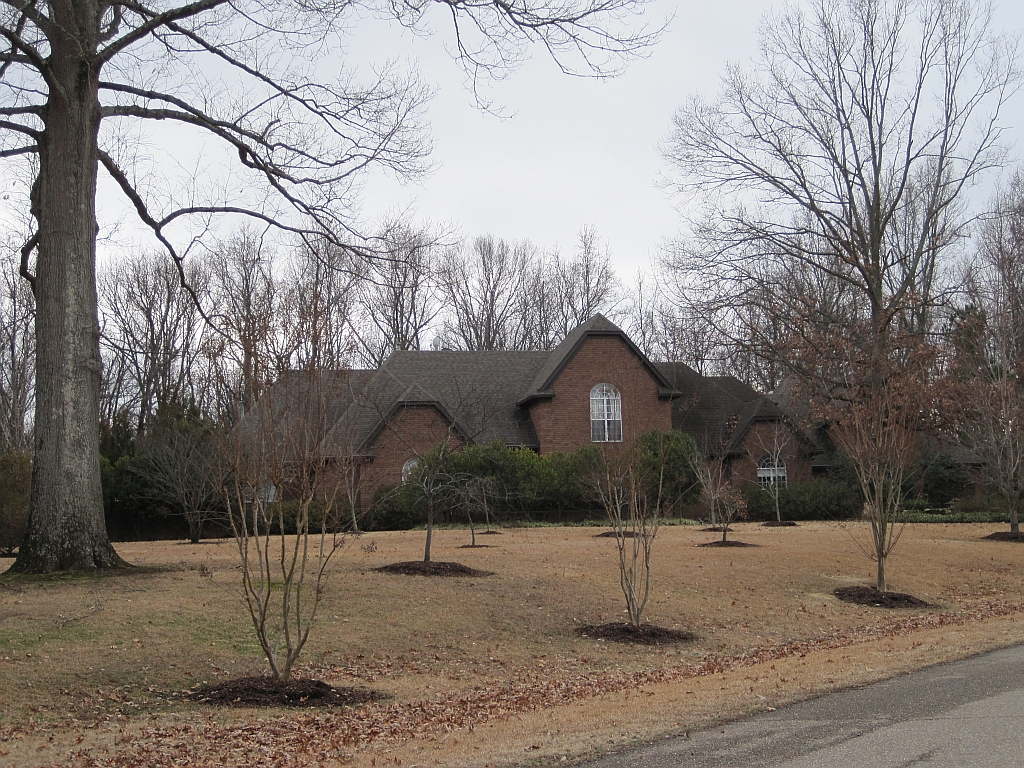
Timberlakova vila v Shelby Forest, okolí Millingtonu.

Narodil se v Memphisu rodičům Randallovi Timberlakovi a Lynn Bommarové, ale dětství prožil v malém městě ve státě Tennessee Millingtonu. Jeho děda byl baptistický kazatel. Jeho rodiče se rozvedli. Matka později založila firmu s názvem JustinTime Entertainment. Otec, dříve bankovní úředník, se stal ředitelem sboru v baptistickém kostele.

## Hudební kariéra

### 'N SYNC (1996-2002)
Ve svých jedenácti letech soutěžil v televizní show Star Search, kde pod jménem Justin Randall zpíval country písně. V letech 1993 a 1994 účinkoval v pořadu The Mickey Mouse Club, ve kterém se seznámil se svým budoucím kolegou, jímž byl Joshua Scott "JC" Chasez, se svojí budoucí láskou a zpěvačkou Britney Spears, hercem a kamarádem Ryan Goslingem a zpěvačkou Christinou Aguilerou.
Od roku 1996 byl členem později známé chlapecké skupiny vystupující v 90. letech 20. století pod jménem 'N Sync, v ní se stal idolem teenagerů. V letech 1996 až 1997 se skupinou vystupovali především v Evropě. Roku 1998 vydali album *NSYNC, kterého se prodalo 11 milionů kusů. Druhé album vydali v roce 2000 a No Strings Attached se stalo nejrychleji se prodávaným albem historie (se 2,4 miliony prodaných kusů za první týden prodeje). Obdobně úspěšné bylo i jejich třetí album Celebrity. Skupina zanikla v roce 2002, rozpad využil k vydání sólového alba.

### Justified (2002-2005)
Debutový singl se jmenoval "Like I Love You", poprvé jej zazpíval na udílení cen MTV Video Music Awards v srpnu 2002, kde si již získal řadu příznivců. Singl se umístil na 11. příčce žebříčku Billboard Hot 100 a zaznamenal i mezinárodní úspěch. V listopadu téhož roku vydal u vydavatelství Jive a Zomba debutové album nazvané Justified. Album bylo vřele přijato u kritiků a dosáhlo velkého komerčního úspěchu. V prvním týdnu prodeje v USA debutovalo na čísle dvě a prodalo se jej 439 000 kopií. Nakonec se jen v USA tohoto alba prodalo více než 3,8 milionu kusů, celosvětový prodej přesahoval 7 milionovou hranici. Dalšími singly byly písně "Cry Me a River" (3. příčka), "Rock Your Body" (5. příčka) a "Señorita" (27. příčka). Album produkovali The Neptunes a Timbaland.
Mezi lety 2003 až 2005 spolupracoval s mnoha známými interprety. Nejvýraznější je spolupráce s The Black Eyed Peas, na jejichž druhém albu Monkey Business nazpíval píseň „My Style“, a podílel se i na veleúspěšném singlu z prvního alba Elephunk "Where Is the Love?". Dále vydal singl i s rapperem Nellym "Work It" a se Snoop Doggem "Signs". V červenci 2003 s Christinou Aguilerou vydal EP Justin & Christina, které obsahovalo remixy jejich největších hitů.

### FutureSex/LoveSounds (2006-2012)

Justinův podpis

V září 2006 vydal svou druhou sólovou desku FutureSex/LoveSounds. Pilotní singl "SexyBack" zaznamenal celosvětový úspěch (1. příčka v USA, Kanadě, Spojeném království a v dalších). Výborně si vedly z alba i singly "My Love" (ft. T.I.) a "What Goes Around...Comes Around", oba dosáhly 1. příčky v USA a TOP 10 v dalších státech. Další singly byly také úspěšné: "Summer Love" (6. příčka), "LoveStoned" (17. příčka) a "Until the End of Time" s Beyoncé (17. příčka). Hudbu produkovali Timberlake s Timbalandem. O první týden prodeje se v USA prodalo 684 000 kusů, a tím album debutovalo na 1. příčce Billboard 200. Celkem se v USA prodalo okolo 4,4 milionu kusů. Celosvětově poté 10 milionů kusů.
V létě 2007 založil svou vlastní nahrávací společnost Tennman Records. S Timbalandem a s Nelly Furtado spolupracoval na hitu "Give It to Me", který se umístil na 1. příčce v USA. Také s Madonnou nazpíval píseň "4 Minutes", která pochází z jejího alba Hard Candy a umístila se na 3. příčce. Roku 2009 spolupracoval na úspěšných singlech "Dead and Gone" od rappera T.I., "Love Sex Magic" zpěvačky Ciara a "Carry Out" Timbalanda. Roku 2010 hostoval na singlu zpěváka Jamie Foxx "Winner". Také se přidal k charitativnímu albu Hope for Haiti, kde se podílel na písni "Hallelujah".

### The 20/20 Experience 1 a 2 (2013 - dodnes)

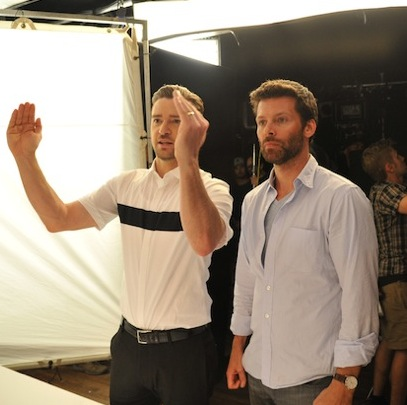
Režisér Marc Klasfeld a Justin Timberlake.

V březnu 2013 vydal, po téměř sedmi letech, své třetí studiové album s názvem The 20/20 Experience. Vydal ho u vydavatelství Wright Entertainment Group a RCA Records, jako svou první spolupráci s těmito společnostmi. Všechny skladby produkoval společně s producenty Timbalandem a Jeromem "J-Roc" Harmonem. Z alba pochází úspěšné singly "Suit & Tie" (ft. Jay-Z) a "Mirrors", oba se umístily na 3. příčce žebříčku Billboard Hot 100. O první týden prodeje se v USA prodalo 968 000 kusů, což je jeho osobní rekord. Ve Spojeném království se o první týden prodalo 106 000 kusů. Celosvětově si o první týden koupilo album v digitální podobě z iTunes svého času rekordních 580 000 lidí. Album debutovalo na prvních příčkách žebříčků v USA, Kanadě, Spojeném království, Austrálii či v Německu. Celkem se alba v USA prodalo 2 427 000 kusů.
Po vydání svého třetího alba ihned oznámil, že ještě v roce 2013 i své čtvrté album nazvané The 20/20 Experience: 2 of 2. Album bude vydáno 30. září 2013. Pochází z něj singly "Take Back the Night" (29. příčka v Billboard Hot 100) a "TKO" (36. příčka). Stejně jako předchozí album i toto produkovala trojice Timberlake, Timbaland a Jerome Harmon. Na albu hostují Drake a Jay-Z. V první týden prodeje se v USA prodalo 350 000 kusů alba, které tím debutovalo na první příčce. Celkem se v USA prodalo 781 000 kusů alba.
Na 56. předávání hudebních cen Grammy, konaném v lednu 2014, získal tři ocenění, a to za nejlepší rap/zpěv píseň ("Holy Grail" (od Jay-Z)), nejlepší R&B píseň ("Pusher Love Girl") a nejlepší videoklip ("Suit & Tie"). V roce 2014 se produkčně i zpěvem podílel na úspěšném posmrtně vydaném singlu Michaela Jacksona "Love Never Felt So Good" z alba Xscape.

## Herecká kariéra
Kromě hudební produkce se podílel (např. dabing) na výrobě více než desítky filmů. Do hlavní role byl obsazen ve filmu Edison Force z roku 2005, kde ztělesnil pisálka z komunitních novin, postupně se dostávajícího k odhalení organizovaného zločinu zvláštní policejní jednotky.
Svůj herecký debut si odbyl roku 2000 ve filmu Longshot (Přesný zásah). Téhož roku hrál i v komedii Model Behavior (Změna je život). Další role přišly až po pěti letech. Například hrál v thrilleru Edison (Mimo zákon), Southland Tales (Apokalypsa), Alpha Dog, The Love Guru (Guru lásky) či The Open Road.
Mezi komerčně nejúspěšnější filmy ve kterých hrál patří snímky The Social Network, Bad Teacher (Zkažená úča), Friends with Benefits (Kamarád taky rád) a In Time (Vyměřený čas). Úspěšnými byly i animované snímky jejichž postávám propůjčil hlas, jako ve filmech Shrek the Third (Shrek Třetí) a Yogi Bear (Méďa Béďa).
Od roku 2012 si zahrál ve filmech Trouble with the Curve (Zpátky ve hře), Runner, Runner (Hra na hraně) a Inside Llewyn Davis.

## Osobní život

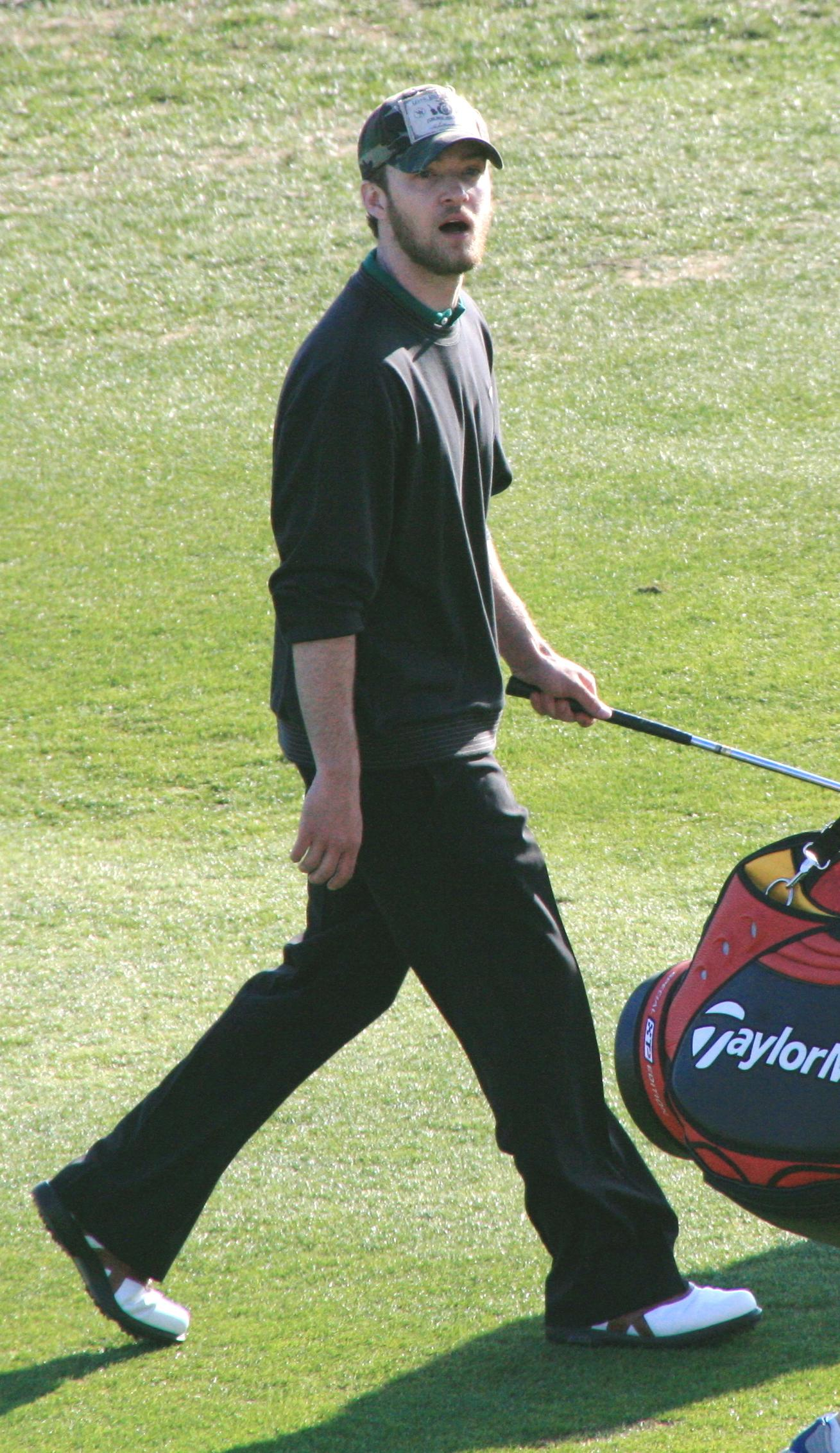
Timberlake na turnaji AT&T Pebble Beach National Pro-Am.

V letech 1999 až 2002 měl vztah s popovou zpěvačkou Britney Spears. Znali se už od dětských let z televizního pořadu, ve kterém spolu účinkovali například i s Christinou Aguilerou. Po tvrdém rozchodu (nejspíše nevěra ze strany Britney) napsal píseň Cry Me a River s celkem provokujícím klipem vůči Britney. Poté měl čtyři roky trvající vztah s herečkou Cameron Diaz, pár se ale v prosinci 2006 rozešel. Jeho novou partnerkou se stala herečka Jessica Biel, s níž se 19. října 2012 v jižní Itálii oženil. V dubnu 2015 se jim narodil syn Silas Randall a v červenci 2020 druhý syn Phineas.
Také se čile věnuje charitě, a to již od dob v 'N Sync. Od roku 2001 spravuje nadaci Justin Timberlake Foundation, která původně podporovala hudební výchovu na školách, ale dnes má širší záběr. Roku 2007 věnoval sto tisíc amerických dolarů organizaci Wildlife Warriors, kterou vede Steve Irwin. Stejnou sumu věnoval roku 2008 Memphiskému Rock 'n' Soul muzeu, a také nadaci Memphis Music Foundation.
Roku 2007 asociace PGA Tour oznámila, že je Timberlake profesionálním golfistou s handicapem 6. Poprvé hrál roku 2008 na turnaji v Las Vegas. Ukázalo se, že šlo o charitativní akci a turnaj dostal nové jméno Justin Timberlake Shriners Hospitals for Children Open. Turnaj vynesl devět milionů dolarů.

## Diskografie
Studiová alba
- Justified (2002)
- FutureSex/LoveSounds (2006)
- The 20/20 Experience (2013)

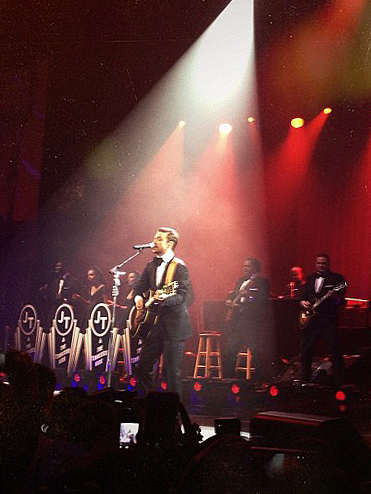
DirecTV Super Night v New Orleans, 2013

- The 20/20 Experience – 2 of 2 (2013)
- Man of the Woods (2018)
- Everything I Thought It Was (2024)